# Megastigmus likiangensis
Megastigmus likiangensis är en stekelart som beskrevs av Patrick Roques och Sun 1995. Megastigmus likiangensis ingår i släktet Megastigmus och familjen gallglanssteklar. Inga underarter finns listade i Catalogue of Life.